# Pieśń o Narodzeniu Pańskim

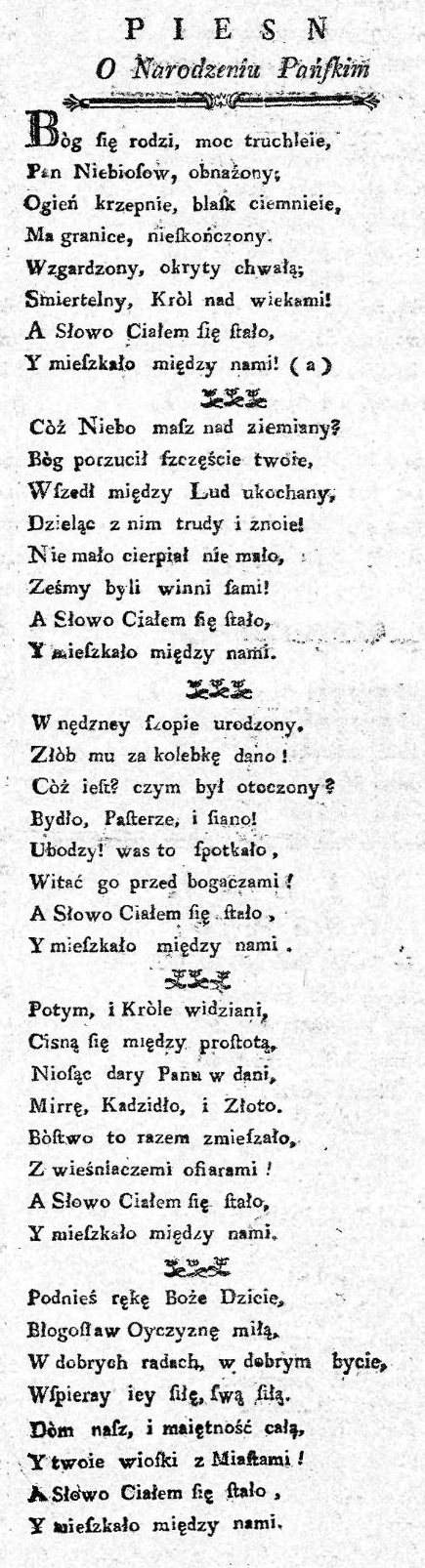
Franciszek Karpiński: Bóg się rodzi (1792)

Pieśń o Narodzeniu Pańskim – utwór Franciszka Karpińskiego, popularnie znany jako „Bóg się rodzi”, nazywany czasem królową polskich kolęd.

## Historia
Tekst pieśni powstał w Dubiecku nad Sanem na zamówienie księżnej marszałkowej Izabeli z Czartoryskich Lubomirskiej (1736–1816). Kolęda, wraz z innymi utworami składającymi się na Pieśni nabożne, zabrzmiała po raz pierwszy w 1792 r. w Starym Kościele Farnym w Białymstoku. W tym samym też roku ukazało się jej i innych „Pieśni nabożnych” pierwsze wydanie sporządzone w klasztorze oo. Bazylianów w Supraślu.
Pieśń składa się z pięciu zwrotek, każda po osiem ośmiozgłoskowych wersów. Występują rymy dokładne, żeńskie, krzyżowe. Łańcuch oksymoronów w tekście, np. „blask ciemnieje” uwydatnia znaczenie cudu, jaki miał miejsce w stajence. Słowa kolędy podkreśla formuła z Ewangelii św. Jana „A Słowo Ciałem się stało i mieszkało między nami”. Piąta strofa rozpoczynająca się słowami „Podnieś rękę, Boże Dziecię, błogosław Ojczyznę miłą” nadaje pieśni charakter narodowy, zwrotka ta nawiązywała również do posiadłości książąt Lubomirskich. Utwór tak poważny w treści, znacznie odróżnił ją od popularnych wtedy kolęd ludowych. Autorowi udało się połączyć wzniosłość z potocznością.
Tekst Karpińskiego już wkrótce po opublikowaniu był śpiewany, ale na różne melodie. Obecnie używana melodia, utrzymana w rytmie poloneza, przypisywana bywa Karolowi Kurpińskiemu, aczkolwiek nie wyklucza się jej ludowego pochodzenia. Według innych źródeł jest to polonez koronacyjny królów polskich jeszcze z czasów Stefana Batorego (XVI w.). W pierwszej połowie XIX wieku była powszechnie znana w całej Polsce, chociaż śpiewana była, w zależności od regionu, w różnych wariantach melodycznych.

## Kultura masowa
Interpretacja instrumentalna pieśni została wykorzystana w dodatku do gry komputerowej Civilization V o tytule Nowy Wspaniały Świat. Utwór jest odtwarzany podczas gry cywilizacją Polaków.

## Zapis nutowy
Źródło: Najstarsze polskie kolędy z nutami. 1940, s. 8. OCLC 9802456173.